# San Biagio dell'Anello (titre cardinalice)
Pour les articles homonymes, voir San Biagio.
Le titre cardinalice de San Biagio dell'Anello est instauré par le pape Sixte Quint en 1567 par la bulle pontificale Religiosa sanctorum en remplacement du titre Sant'Apollinare. Le titre fut supprimé par le pape Paul V en 1616, qui lui a substitué le titre San Carlo ai Catinari.
Le titre était rattaché à une église qui a été démolie en 1617 pour permettre la construction d'un couvent de l'ordre des Théatins et a été remplacée par l'actuelle église San Carlo ai Catinari.

## Titulaires
- Ippolito de Rossi (1587-1591)
- Guido Pepoli (1595-1596)
- Fernando Niño de Guevara (1597-1599)
- Bonviso Bonvisi (1599-1603)
- Girolamo Pamphilj (1604-1610)
- Orazio Spinola (1616)
- Titre supprimé en 1616